# Закале
Закале (пол. Zakale) — село в Польщі, у гміні Корицин Сокульського повіту Підляського воєводства.
Населення — 42 особи (2011).
У 1975-1998 роках село належало до Білостоцького воєводства.

## Демографія
Демографічна структура станом на 31 березня 2011 року:
|          | Загалом | Допрацездатний вік | Працездатний вік | Постпрацездатний вік |
| -------- | ------- | ------------------ | ---------------- | -------------------- |
| Чоловіки | 21      | 2                  | 14               | 5                    |
| Жінки    | 21      | 1                  | 15               | 5                    |
| Разом    | 42      | 3                  | 29               | 10                   |